# Vem dömer
Vem dömer (en suec Qui jutja?) és una pel·lícula muda dramàtica sueca de 1922 dirigida per Victor Sjöström.

## Argument
Úrsula, que està infeliçment casada, intenta enverinar el seu marit Anton, però el que ella creu que és verí és inofensiu. El seu marit veu en un mirall el que ella està intentant fer i mor de sorpresa. Úrsula és acusada d'assassinat i el seu amant Bertram s'ofereix a acceptar el seu càstig. El cas es decideix al tribunal de Déu on l'acusat ha de passar per una estaca i Ulrika és declarada innocent.

## Repartiment
- Jenny Hasselquist - Úrsula
- Ivan Hedqvist - Mestre Anton, el seu marit, tallador d'imatges
- Tore Svennberg - l'alcalde
- Gösta Ekman - Bertram, el seu fill
- Knut Lindroth - el prior
- Waldemar Wohlström - el monjo captaire
- Nils Asther - aprenent
- Paul Seelig - Aprenent
- Nils Lundell - instigador
- Tyra Dörum - serventa d'Ursula
- Bror Berger - el botxí
- Lars Egge - el tocador de llaüt al soterrani de l'ajuntament
- Edvin Adolphson - convidat al celler de l'ajuntament/home de la màfia
- Nils Jacobsson - convidat al celler de l'ajuntament/home de la màfia
- Sven Quick - convidat al celler de l'ajuntament/home de la màfia

## Producció
La pel·lícula es va estrenar l'1 de gener de 1922. Va ser rodada a Filmstaden Råsunda amb exteriors de Råsunda per Julius Jaenzon. El guió de la pel·lícula de Hjalmar Bergman Vem dömer? es va publicar com a llibre en relació amb el llançament de la pel·lícula, il·lustrat amb imatges de la pel·lícula.